# Yanosuke Watanabe
Yanosuke Watanabe, és un exfutbolista japonès.

## Selecció japonesa
Yanosuke Watanabe va disputar 2 partits amb la selecció japonesa.